# Ungerns bandyförbund
Magyar Bandy Szövetség är det styrande organet för bandy i Ungern. Huvudkontoret ligger i Budapest. Förbundet grundades 1988 som Magyar Jéglabda Szövetség och blev medlem i Federation of International Bandy 1989.